# 山田 (福島市)
山田（やまだ）は、福島県福島市の大字である。郵便番号は960-1105。

## 地理
福島市南西部の信夫地域に属し、地区西部に位置する。福島盆地南端部にて北東から南西に延びる細長い区域を持ち、北で上鳥渡、下鳥渡、大森と、東で小田と、南で松川町水原と、西で荒井とそれぞれ隣接する。概ね町村制施行以前の山田村の流れを汲む地域である。域内北東部の大森城裏手に当たる平地には集落と水田が広がり、中央部の山間部も濁川上流部により形作られた谷間の平地に、福島西部広域農道に沿い、民家や水田が連なる。上町に所在する福島警察署及び上鳥渡に所在する福島南消防署信夫分署がそれぞれ管轄にあたる。

### 山
- 中作山

### 河川・湖沼
- 濁川（その上流部の支流が流れる）
- 平田沼

### 主な字
- 赤仁井田
- 上登
- 泉田
- 芋渕
- 芋渕前
- 音坊
- 上井
- 芋沢山
- 上田
- 笠松
- 金坪
- 上高倉
- 神ノ内
- 菅公山
- 神場
- 神場下
- 北焼野
- 高野坂
- 虚空蔵前
- 上山田

- 下高倉
- 地蔵脇
- 蛇音山
- 蛇口
- 城裏口
- 城裏山
- 空窪
- 高才
- 田中
- 台
- 長者窪
- 長者山
- 土橋
- 手代森
- 寺ノ前
- 寺巻
- 戸ノ内
- 戸ノ内前
- 高倉前
- 辰巳沢

- 中森
- 七曲
- 沼ノ下
- 中井
- 東ノ内
- 東山
- 日向
- 細谷
- 東田
- 水谷地
- 南音坊
- 森山
- 麦ケ入
- 南焼野
- 山ノ田
- 割石

## 歴史
- 1889年（明治22年）4月1日 - 町村制の施行により信夫郡平田村が発足。合併前の旧山田村域は平田村の大字となる。
- 1955年（昭和30年）3月1日 - 平田村が合併により信夫村となり、信夫村の大字となる。
- 1965年（昭和40年）6月1日 - 信夫村が福島市に編入され、福島市の大字となる。

## 世帯数と人口
2022年（令和4年）3月31日現在の世帯数と人口は以下の通りである。
| 大字 | 世帯数  | 人口  |
| ---- | ------- | ----- |
| 山田 | 226世帯 | 583人 |

## 小・中学校の学区
市立小・中学校に通う場合、学区は以下の通りとなる。
| 番地 | 小学校             | 中学校             |
| ---- | ------------------ | ------------------ |
| 全域 | 福島市立平田小学校 | 福島市立信夫中学校 |

## 交通

### 鉄道
域内に鉄道施設は存在しない。

### 道路
- 東北自動車道
- 福島県道148号水原福島線
- 福島市道125号小田荒井線（福島西部広域農道）

### バス
域内にバス路線は現在存在しない。
- 以前は福島交通路線バスが域内の音坊まで運行されていたが、現在は手前の平田が終点となっている。

## 施設
- 福島市パークゴルフ場
- 高倉山 - 小高い山の上に桜や花桃が咲き誇る。
- 曹洞宗 好国寺
- 東屋沼神社
- 八幡神社